# Ulla Hansen
Ulla Hansen es profesora emérita de biología en la Universidad de Boston. Su grupo de investigación se centra en el estudio del factor de transcripción LSF (también conocido como TFCP2).

## Biografía
Hansen se licenció en 1974 en Oberlin College y obtuvo el doctorado en 1980 en la Universidad de Harvard, donde trabajó con William R. McClure. Disfrutó de una beca postdoctoral en el Instituto de Tecnología de Massachusetts con Phillip A. Sharp, y en 1983 se convirtió en profesora asistente en la Facultad de Medicina de Harvard. En 1998 se trasladó al departamento de biología de la Universidad de Boston y ejerció como presidenta asociada del departamento durante cinco años y como directora del Programa de Posgrado en Biología Molecular, Bioquímica y Biología Celular.

## Investigación
La especialidad de investigación de Hansen es el ciclo celular de los mamíferos, en particular el papel de los factores de transcripción. Se ha concentrado en el factor de transcripción LSF, que participa en la oncogénesis. Ha tenido un interés particular en el papel de LSF en el cáncer de hígado. Hansen fue coautora de varios artículos muy citados, incluido el artículo Mecanismos de represión activa de represores de transcripción eucariotas en Trends in Genetics .